# Éon (ontologie)
Pour les articles homonymes, voir Eon.

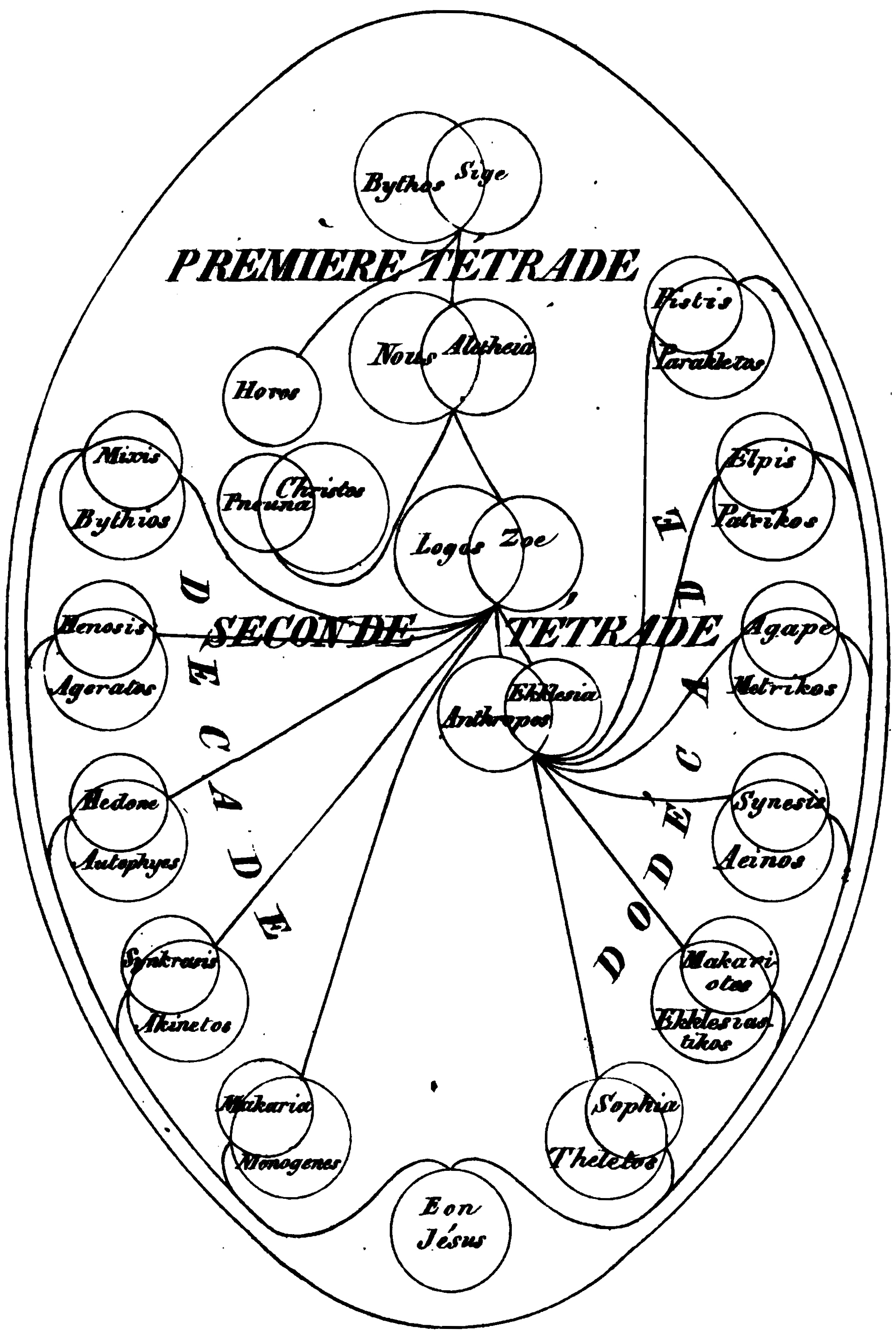

Le terme éon (ou eôn) signifie d'abord « vie » ou « être », et a progressivement évolué vers celui d'« éternité ». Il vient du grec ancien αἰών (aiôn, apparenté au latin aevus qui nous donne âge), à travers la koinè grecque αἰών, aion, puis le latin aeon chez les auteurs chrétiens de l'antiquité tardive.

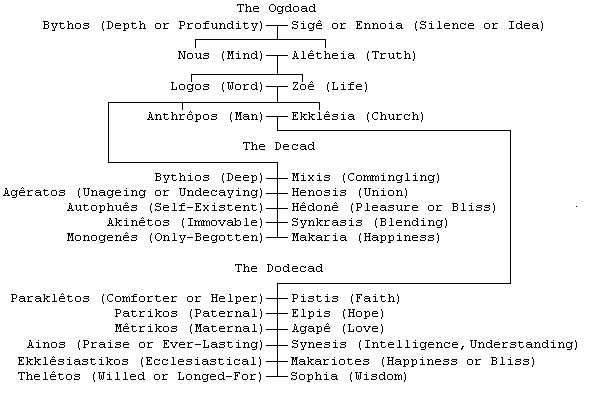
Tableau des Éons

## Platonisme
Platon l'emploie dans son allégorie de la caverne (La République, VII) pour signifier le monde éternel des idées qui se tient derrière le monde perceptible (La République, VI). Dans le Timée (37 d-e), Platon oppose au monde sensible gouverné par le temps (khronos), le monde intelligible gouverné par l'éternité (aiôn).

## Gnose: Valentin
Les gnostiques nomment éons les diverses émanations de Dieu, rencontrées au cours de leur périple initiatique, jusqu'au Plérôme. Ces émanations divines fonctionnent comme une double unité, c'est-à-dire comme des principes mâle-femelle comme il peut en être de Jésus et de Sophia (« sagesse »). La Sophia chue devient par cette union la « Sophia divine ».
Dans la thèse du gnostique Valentin, les trente éons du Plérôme sont généralement par les couples suivants, chaque fois émis selon la syzygie :
- Pro-Père (ou Abîme) et Pensée (ou Silence)
  - Intellect (ou Monogène) et Vérité
    - Logos (ou Parole) et Vie
      - Homme et Église
        - Paraclètos et Pistis
        - Patrikos et Elpis
        - Mètrikos et Agapé
        - Aeinous et Synesis
        - Ekklèsiastikos (se réfère à la richesse et à la liberté) et Makariotès
        - Thelètos et Sagesse

      - Bythios et Mixis
      - Agèratos et Henôsis
      - Autophyès et Hèdonè
      - Akinètos et Syncrasis
      - Monogenès et Makaria

Quand on lit le témoignage du pseudo-Hippolyte de Rome, le Plérôme de Valentin comprend 34 éons (Père et Jésus compris), ou 33 (sans Sigè), ou 28 (Père/Silence, Intellect/Vérité, Logos/Vie, + 10 émanés d'Intellect/Vérité + 12 émanés de Logos/Vie), ou 30 (si l'on écarte Sigè et Sophia des éons intérieurs, et, comme éons extérieurs, Stauros-Horos, Jésus ; ou si l'on groupe 28 + Christ/Esprit-Saint).
- « Ici surgit entre les Valentiniens un grave désaccord : les uns (…) pensent que le Père n'a comme compagne aucun principe féminin, et qu'il est seul ; les autres (…) se croient obligés d'associer au Père même de l'Univers, pour qu'il devienne père, une épouse, Sigè (le Silence)… Le Père, seul comme il était, émit donc lui-même et engendra l'Intellect et la Vérité, c'est-à-dire une dyade, qui devint la souveraine, le principe et la mère de tous les éons que les Valentiniens comptent à l'intérieur du Plérôme. L'Intellect, émis en même temps que la Vérité par le Père, fils fécond d'un père fécond, émit à son tour le Logos et la Vie, imitant ainsi le Père. Le Logos et la Vie émettent l'Homme et l'Église. L'Intellect et la Vérité (…) firent l'offrande d'un nombre parfait, de dix Éons (…). Il y a dix éons qui procèdent de l'Intellect et de la Vérité et douze qui procèdent du Logos et de la Vie. Cela fait en tout vingt-huit éons. Voici les noms que les Valentiniens donnent aux dix éons : Bythos (fond, abîme) et Mixis (mélange), Agératos (exempt de vieillesse) et Hénosis (réduction à l'unité), Autophyès (qui naît de soi-même) et Hédoné (plaisir), Acinétos (non mû) et Syncrasis (mélange), Monogénès (unique engendré) et Macaria (bienheureuse)… Quant aux douze éons, ils procèdent selon les uns de l'Homme et de l'Église, suivant les autres du Logos et de la Vie. Ils les gratifient des noms suivants : Paraclétos (avocat) et Pistis (foi), Patricos (paternel) et Elpis (espérance), Métricos (maternel) et Agapé (amour), Aeinous (intarissable) et Synésis (compréhension), Ecclésiasticos (faisant partie de l'Église) et Macaristé (bienheureuse), Thélétos (voulu) et Sophia (habileté, sagesse). Le douzième des douze éons et le dernier de l'ensemble des vingt-huit éons, du sexe féminin et appelé Sophia (habileté, sagesse), remarqua la multitude et la puissance des éons (...). Elle pleurait et se lamentait pour avoir enfanté un avorton, suivant l'expression des Valentiniens (…). L'Intellect et la Vérité émirent Christ et l'Esprit-saint pour donner à l'avorton forme et organisation, consoler Sophia et apaiser ses gémissements. Il y eut désormais trente éons, en comptant Christ et le Saint-Esprit (…). Pour dérober entièrement à la vue des éons parfaits la laideur de l'avorton, le Père émet lui-même un nouvel et unique éon, Stauros (le pieu, la palissade) (qui) devient la limite du plérôme et renferme à l'intérieur de lui-même tous les trente éons ensemble ; ce sont ceux qui ont été émis. Cet éon est appelé Horos (limite), parce qu'il sépare du plérôme ce qui a été laissé en dehors (…). Les trente éons résolurent donc à l'unanimité d'émettre un unique éon, fruit commun du plérôme… : Jésus, car c'est son nom, le grand souverain pontife[2]. »

## Philosophie: Gilles Deleuze
Chez Gilles Deleuze, le concept d’aïon s’oppose à celui de chronos, qui est le temps de la succession matérielle et de l'action des corps, tandis que l'eôn est le temps de l'extra-temporalité non identifiable et non repérable. Cette extra-temporalité, n'est pas une éternité transcendentale. Aïon est le temps de l'instant pur, de l'événement chez Deleuze, qui ne cesse de se diviser en passé et futur illimités. Deleuze le compare aussi à l'internel de Charles Péguy. Deleuze écrit que « toute la ligne de l'aïon est parcourue par l'instant, qui ne cesse de se déplacer sur elle et manque toujours à sa propre place. » 

## Cosmologie: Jean-Émile Charon
Le physicien, philosophe et auteur de science-fiction Jean-Émile Charon émet, dans Le monde éternel des éons (1980), l'hypothèse d'une particule élémentaire douée d'éternité, à la fois physique et psychique, qu'il appelle "éon".